# Eller

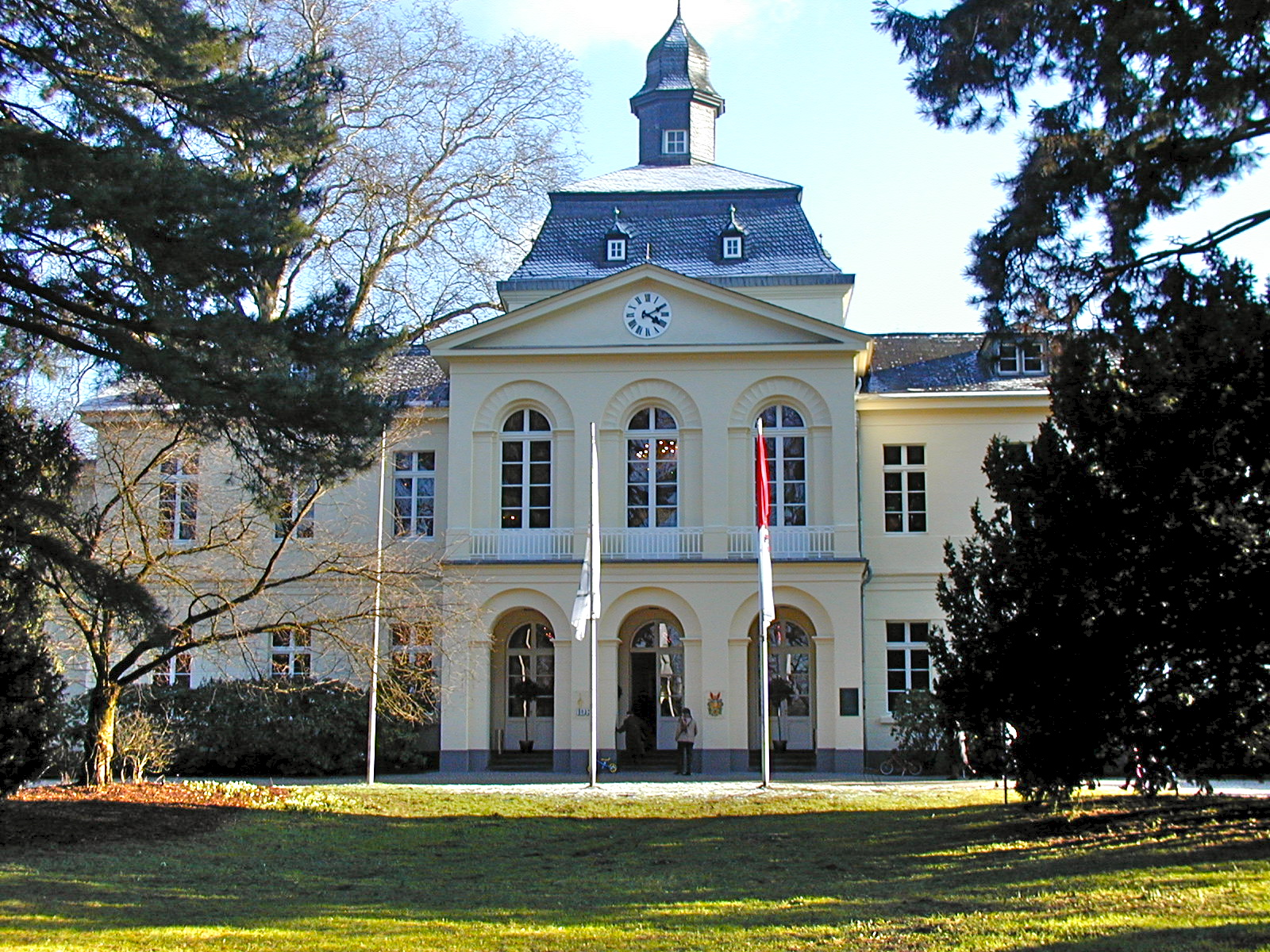
Schloss Eller

Eller ist ein Stadtteil Düsseldorfs, der bis 1909 eine selbstständige Gemeinde war und heute zum Stadtbezirk 8 gehört. Die Bezirksverwaltung hat ihren Sitz im historischen Rathaus Eller. Der Stadtteil hat mit Stand vom 31. Dezember 2016 rund 31.500 Einwohner und eine Fläche von 5,91 Quadratkilometern.

## Lage
Eller liegt im Südosten Düsseldorfs in der inneren Peripherie. Benachbarte Stadtteile sind – im Uhrzeigersinn – im Südwesten Oberbilk, im Nordwesten Lierenfeld, im Nordosten Vennhausen, im Südosten Unterbach, im Süden Hassels, Holthausen und Wersten. Durch Eller fließt der südliche Arm der Düssel, die der Stadt Düsseldorf den Namen gab.

## Geschichte

### Mittelalter und frühe Neuzeit
Archäologische Funde lassen auf eine kontinuierliche Besiedlung des Gebietes seit dem 2. Jahrhundert nach Christus schließen. Die Meinung der Historiker, ob dort eine germanische, romanisierte germanische oder gar römische Siedlung bestanden hat, gehen jedoch auseinander. Es dürfte sich um einzelne Solstätten mit kleinen Gehöften gehandelt haben, die nach germanischer Sitte zerstreut auf trockenen Höhenpunkten lagen. Die erste urkundliche Erwähnung als Flecken erfolgte 1218, danach 1231, in der Heberolle des Stiftes Gerresheim unter dem Namen Elnere, was „Weide am Sumpf“ bedeutet. Sowohl 1247 wurden ein Adolphum de Elnere in einer Urkunde zur Besitzverteilung zwischen Gräfin Irmgard von Berg und ihrem Sohn Adolf IV. als auch 1288 Ludwig von Elnere als Zeuge bei der Stadterhebung von Düsseldorf angeführt. 1309 gibt es den ersten urkundlichen Hinweis auf eine Burg Eller (castrum Elnere), die jedoch weit älter gewesen sein dürfte, da sich bereits 1151 ein Gumpert von Elnere als Untervogt eines Hofes bei Hitdorf fand. 1362 folgte ein Konrad von Elner als Amtmann in Monheim. 1368 wurde ein Urteil des Landgerichtes Himmelgeist mit den Siegeln von Everadum pastorem in Rayde (Benrath) et Rutgerum domicellum (Herr) de Elnere bekräftigt. Zu dieser Zeit dürfte der Besitz noch ein Allod gewesen sein, da die Herren von Elnere erst 1424 die Herzöge von Berg als ihre Lehensherren akzeptierten. In einer Urkunde von 1447 teilten die Brüder Heinrich und Johann Elner ihren Besitz auf. Heinrich von Elner erhielt Haus Eller mit einem Erbwaldgrafenamt in der Bilker und Reisholzer Gemark und Johann von Elner Haus Elbroich mit dem Erbwaldgrafenamt in der Reisholzer Gemark.
Kurz nach der Aufteilung des Besitzes verkaufte Heinrich von Elner bereits 1448 das Haus Eller an Adolph Quad, der vermutlich sein Schwiegersohn war und der die Burg bis 1469 als Wasserburg neu errichten ließ. Als Kunkellehen wechselte das Rittergut dann bis Anfang des 18. Jahrhunderts häufig den Besitzer. Urkundlich nachweisbare Besitzer waren:
- 1490 Johann von Einenberg zu Trimborn, der Adolph Quads Tochter Johanna geheiratet hatte.[10]
- 1535 Robert von Plettenberg, der ebenfalls mit der Tochter des letzten Eigentümers verheiratet war.[10] Es folgte
- 1572 Herrmann Quad von Wickrath, der Ehemann von Catharina von Plettenberg,[11] und
- 1600 der Sohn Bertram Quad.[11] Als dieser ohne Nachkommen starb, wurde
- 1621 Johann von Harff, der Ehemann von Irmgard von Plettenberg, nächster Lehensnehmer.[12] Es folgte
- 1637 deren Sohn Werner von Harff.[12]
- 1711 erwirbt Kurfürst Jan Wellem Haus Eller von den Erben des letzten Lehensnehmers Freiherr von Wrange. Es verbleibt nun als landesherrliche Domäne im Besitz der jeweiligen amtierenden Herzöge von Berg bis zur Übergabe des Herzogtums an die Franzosen 1806.[13]

Der jeweilige Besitzer von Haus Eller war als Mark- oder Waldgraf Vorsitzender des Markengerichtes für das Waldgebiet der Reisholzer Gemark. Dieses Gericht war zuständig für die Überwachung der Nutzung des Waldes für Holzeinschlag und Vieheintrieb. Gleichzeitig war der Markgraf im Besitz des Wildbannes (Jagdrecht).
Gerichtsort war das „Thinghaus an der Aldebrück“, heute Altenbrückstraße, im heutigen Stadtteil Hassels, da dieser Bereich seinerzeit zur Gemark Eller gehörte. Die angeführten Rechte bestanden bis zur Einführung einer neuen Gerichtsorganisation am 17. Dezember 1811 durch die damalige französische Verwaltung.
Zu einer geschlossenen Siedlung entwickelte sich Eller um 1300. Siedlungskern des Dorfes waren die heutige Straße Alt-Eller und deren Kreuzungsbereich mit der Gumbertstraße bis zur Düssel, wo sich noch heute das Gebäude der früheren Wassermühle aus dem 18. Jahrhundert befindet. Der Gasthof Holländisches Haus in der Gumbertstraße 188 zwischen Alt-Eller und der Düssel wurde 1648 nach dem Ende des Dreißigjährigen Krieges errichtet und 1813 umgebaut. Es ist nach dem, im Bau des Schlosses erhaltenen, Turm der Wasserburg das älteste, erhaltene Baudenkmal Ellers.

### Seit dem 19. Jahrhundert
Am 15. März 1806 wurde das Herzogtum Berg an Napoleon I. abgetreten. Dieser übertrug die Regierungsgewalt für das Großherzogtum Berg an seinen Schwager Joachim Murat. Mit dem Dekret vom 13. Oktober 1807 wurden die kommunalen Zuständigkeiten geändert und festgelegt. Zum neuen Kanton Richrath, Nachfolger des Amtes Monheim, gehörte neben vielen weiteren Ortschaften auch Eller. Nach Ende der französischen Herrschaft übernahm 1814 Preußen die Herrschaft über das ehemalige Herzogtum Berg. Am 15. April 1814 wurde per Verfügung des preußischen Generalgouverneurs Eller der Samtgemeinde Benrath zugeordnet.
1842 wurden Eller und Hilden von der Samtgemeinde Benrath wieder getrennt, blieben aber noch vereint. Erst ab 1861 wurde auch diese Gemeinschaft aufgelöst und beide wieder zu eigenständigen Gemeinden.
Am 17. Januar 1823 wurde die Wasserburg Eller öffentlich versteigert. Erwerber war Carl Franz von Plessen. Aufgrund fortschreitenden Verfalls wurde sie 1826 bis auf den Turm abgetragen und als Schloss Eller neu erbaut. Nachdem seit etwa 1230 lediglich eine Burgkapelle als einziges Gotteshaus in Eller bestanden hatte, wurde von 1829 die katholische Pfarrkirche von Eller an der Ecke Alt-Eller/Gumbertstraße nach Plänen von Karl Friedrich Schinkel errichtet. Dieses Gotteshaus wurde wegen eines größeren Neubaus 1901 wieder abgebrochen; die Ellerkirchstraße erinnert noch an den einstigen Standort.
Das Gebiet der Gemeinde Eller, damals Teil der Bürgermeisterei Hilden, war zu Beginn des 19. Jahrhunderts wesentlich größer als aktuell. Es entsprach noch weitgehend der historischen Gemarkung Eller im späten Mittelalter. Im Südosten grenzte es Anfang des 20. Jahrhunderts noch an Benrath, Hilden und Erkrath. In einer amtlichen Auflistung für den damaligen Regierungsbezirk Düsseldorf wurden für 1817 noch folgende Siedlungen und Weiler unter Eller angeführt: Elb, Eller, Haus (Schloss) Eller, Kamp, Klein-Eller, Oersch, Reisholz (als Bauerschaft), Wilkesfurt und Ziegelkamp. Das heutige Gebiet Altenbrück in Hassels, ursprünglich ebenfalls zu der Gemarkung Eller gehörend, ist allerdings bereits 1817 unter Benrath aufgelistet.
Im Jahr 1832 wohnten in Eller 308 Personen, 287 katholischen und 21 evangelischen Glaubens. Das Dorf hatte ein kirchliches und ein öffentliches Gebäude, 50 Wohnhäuser, eine Mühle und 37 landwirtschaftliche Gebäude. Im Rittergut lebten 19 Personen.
Prominente Schlossbewohnerin von 1843 bis zu ihrem Tod 1882 war Prinzessin Luise von Preußen, die mit ihrem sonst in Berlin lebenden Mann Friedrich Wilhelm Ludwig von Preußen den gemeinsamen Geburtstag des Paares, den 30. Oktober, in Eller feierte, an dem die Einwohner des Dorfes ihre Verehrung für das beliebte Prinzenpaar durch festlich geschmückte Straßen, Illumination und Musik zum Ausdruck brachten. In dieser Zeit begann die Industrialisierung, die das Gesicht des Ortes nachhaltig verändert.

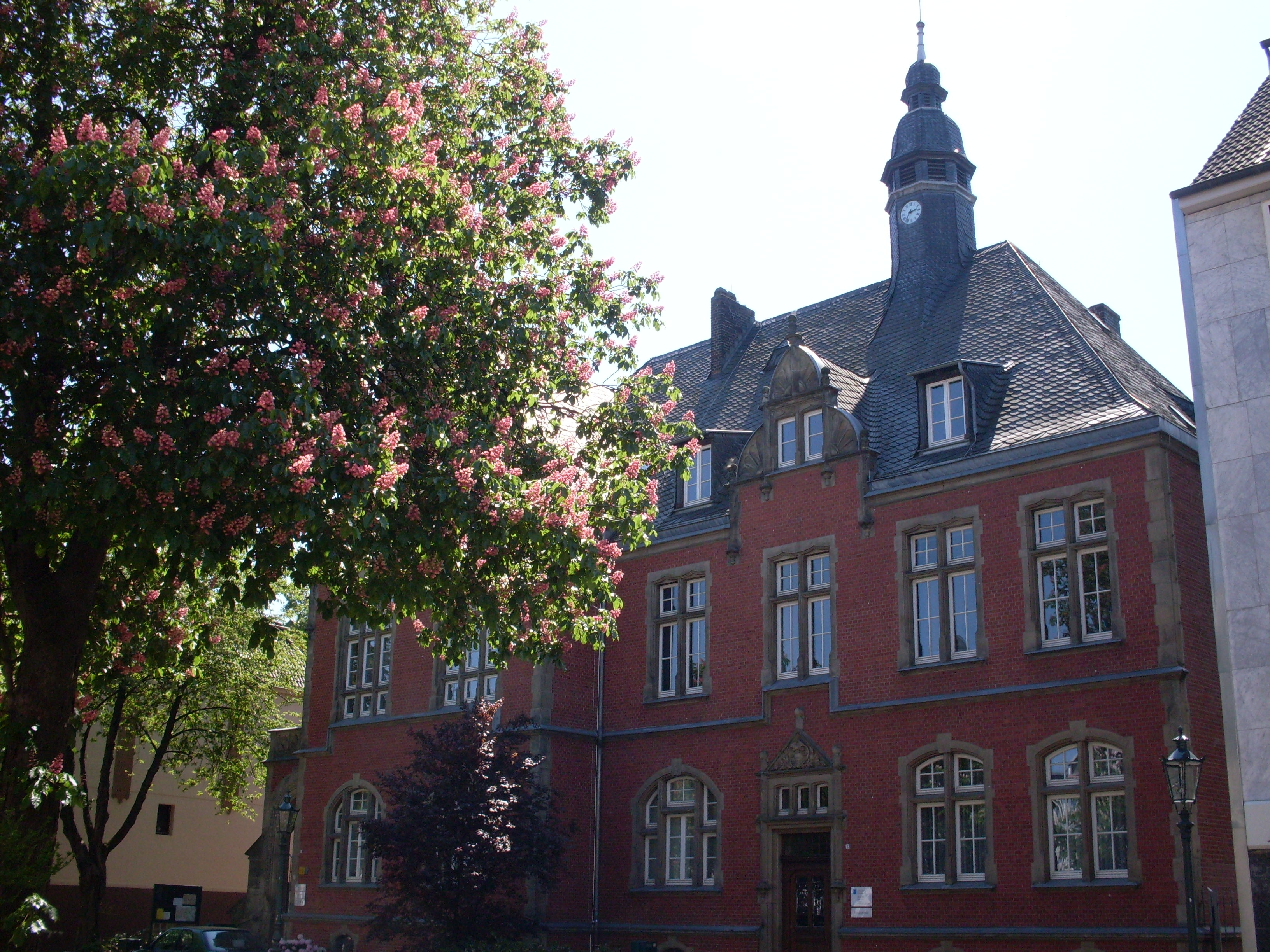
Eller Rathaus

Im Jahre 1870 hatte Eller 1000 Einwohner. Seit 1872 verlaufen zwei Bahntrassen durch den Ort, der einen eigenen Bahnhof erhielt. 1895 wurde die Landbürgermeisterei Hilden, deren einzige Gemeinde Eller war, in Bürgermeisterei Eller umbenannt und der Amtssitz des Bürgermeisters von Hilden nach Eller verlegt.
Die beständig wachsende Bevölkerung erforderte größere öffentliche Bauten und so entstanden mit dem Neubau der katholischen Gertrudiskirche (1901) und dem Rathaus (1901) am neugeschaffenen zentralen Gertrudisplatz (seinerzeit Kaiser-Wilhelm-Platz) sowie der evangelischen Schlosskirche (1905) Anfang des 20. Jahrhunderts Bauten, die heute noch das Bild Ellers prägen. Zugleich entwickelt sich die Gumbertstraße zur Hauptgeschäftsstraße der Gemeinde. Im Jahr 1907 wurde der Friedhof Eller südlich der Gemeinde am Werstener Feld eingerichtet.
Bereits 1896 wurde vertraglich die Wasserversorgung Ellers durch die Stadt Düsseldorf und im Jahr 1899 die Anbindung mit einer Straßenbahnlinie vereinbart, welche am 1. Mai 1902 in Betrieb genommen wurde. Mit Beschluss des Gemeinderates von Eller am 10. Februar 1909 erfolgte die Eingemeindung nach Düsseldorf. Zu diesem Zeitpunkt wurde das Gebiet Steele von Eller abgetrennt und nach Groß-Benrath, Gemeindeteil Hassels ausgegliedert. Eller hatte zu diesem Zeitpunkt eine Größe von 6,15 km² und eine Bürgerschaft von über 10.000 Einwohnern.
Im Zweiten Weltkrieg erlitt Eller beträchtliche Schäden. So wurde die Kirche St. Gertrud 1943 bei Luftangriffen schwer getroffen, 1944 zwischen Ostern und Jahresende kam es zu 861 Fliegeralarmen und 1945 lag Eller unter Artilleriebeschuss. Mit dem Einmarsch der amerikanischen Truppen am 17. April 1945 endete der Zweite Weltkrieg für Düsseldorf und somit auch für Eller. Der Ort wurde wieder aufgebaut und der Schlosspark 1950 öffentlich zugänglich gemacht.
Neue Wohngebiete wurden in den 1950er bis 1970er Jahren insbesondere in Eller-Süd und an der Deutzer Straße erschlossen, was einen erheblichen Anstieg der Bevölkerungszahl bewirkte. Die Einfamilienhaussiedlung nördlich des Dillenburger Wegs wurde auf Grund der früheren Nutzung als „Gurkenland“ bezeichnet. Auch wenn genau genommen nur die bereits im angrenzenden Stadtteil Oberbilk liegenden Wege nördlich des Offenbacher Wegs zum Gurkenland gehören, so wird diese Bezeichnung auch erweitert für das Gebiet rund um die Straße „Am Schabernack“ genutzt.  Die im Zweiten Weltkrieg beschädigte zweite katholische Pfarrkirche St. Augustinus an der Deutzer Straße aus dem Jahr 1932 wurde 1964 durch einen größeren Neubau des Architekten Emil Steffann ersetzt und mit St. Hedwig entstand 1974 in Nähe des Prozessionskreuzes Straußenkreuz am Werstener Feld eine zusätzliche katholische Filialkirche im südlichen Eller. Wegen zurückgehender Messbesuche wurde die Hedwigskirche im Jahr 2006 jedoch wieder profaniert und anschließend in ein Altenpflegeheim umgebaut. Im Gurkenland errichtete die evangelische Gemeinde 1962 als zweites Gotteshaus die Jakobuskirche nach Plänen des Architekten Eckhard Schulze-Fielitz, die jedoch in der Nacht zum 8. Juni 1978 vollständig niederbrannte und 1983 in völlig veränderter Form wieder aufgebaut wurde; sie wurde 2018 entwidmet und in eine Kindertagesstätte umgebaut.

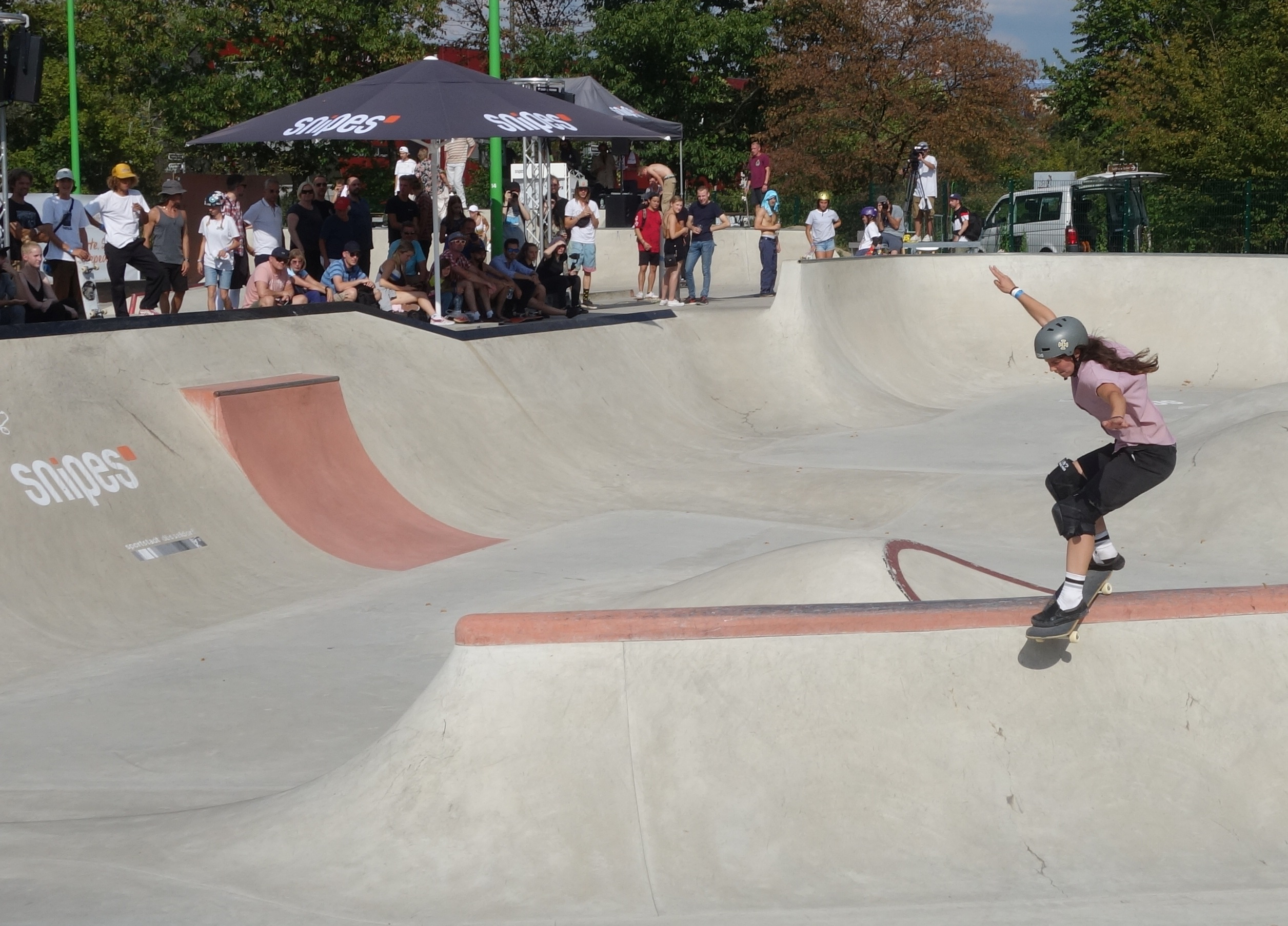
Deutsche Skateboard-Meisterschaft im neuerrichteten Skatepark Eller, 2019

1976 wurde unweit des Schlosses der Schulkomplex der ersten Düsseldorfer Gesamtschule am Kikweg mitsamt Schwimmbad (heute reines Vereins-Schulbad) errichtet, die allerdings sowohl aufgrund des Lehrkonzeptes als auch ihrer Architektur im Stil des Brutalismus umstritten war. 2005 wurde sie in Dieter-Forte-Gesamtschule umbenannt. Die zu dem Komplex gehörende, 1977 eröffnete Kollegschule Kikweg wurde 1998 in Lore-Lorentz-Schule umbenannt und erhielt 2007–2009 einen Erweiterungsneubau an der Ecke Schlossallee/Heidelberger Straße. Das alte Gebäude des zur Schule gehörenden Berufskollegs aus den 1970er Jahren an der gegenüberliegenden Straßenecke wurde 2019–2023 durch einen Neubau ersetzt.
Im Jahre 1975 wurden die Stadtbezirke und die Bezirksverwaltungen in Düsseldorf eingeführt. Der Stadtteil Eller wurde in den Stadtbezirk 8 eingegliedert, dessen Verwaltung ihren Sitz im Eller Rathaus hat. Zum 1. Januar 2006 wurde die Stadtteilgrenze zwischen Lierenfeld und Eller verändert, was dazu führte, dass Eller um 29 Hektar kleiner wurde.
Im Dezember 2012 gab es am Bahnübergang Am Hackenbruch an der dortigen Güterzugstrecke einen Zusammenstoß zwischen insgesamt drei Güterlokomotiven und einem Linienbus der Rheinbahn. Der Bus wurde dabei komplett zerstört, alle Lokomotiven entgleisten, eine geriet in ein Schrebergartenhäuschen.
Auf dem früheren Parkplatzgelände an der Heidelberger Straße neben Schloss Eller wurde im Juni 2018 Deutschlands größter Skatepark mit 3.800 m² Fläche eröffnet.

## Verkehrsanbindung

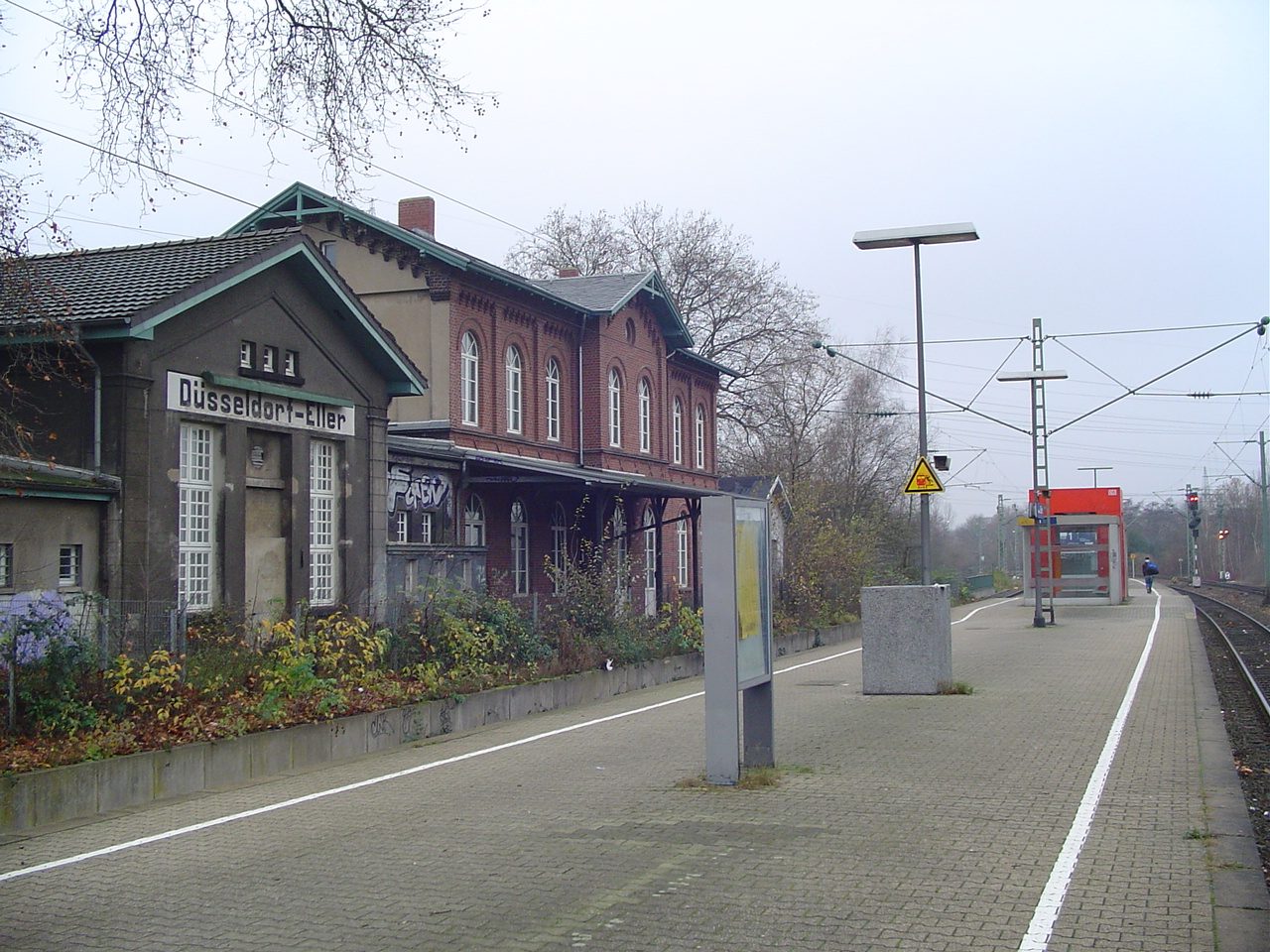
S-Bahnhof Eller mit ehemaligem Bahnhofsgebäude

- Autobahnanschluss: Ausfahrt Düsseldorf-Eller (A 46 Wuppertal–Neuss, A 59 Düsseldorf–Leverkusen)
- Regionalexpress: RE47 (Düsseldorf Hbf–Remscheid)
- S-Bahnen: S1 (Dortmund–Solingen), S6 Köln–Essen, S68 (Wuppertal–Langenfeld)
- Bahnhöfe: Eller, Eller Süd, Eller Mitte
- Straßenbahnlinien: 701 nach Rath
- Stadtbahnlinien: U75 nach Neuss
- Buslinien: M1, 721, 722, 723, 724, 730, 731, 732, 735, 736, 815, 891, NE6

(Stand: 17. Januar 2024)

## Sehenswürdigkeiten
- Schloss Eller (1824–1826), klassizistisches Herrenhaus, Adolph von Vagedes zugeschrieben, mit Schlosspark unter Mitwirkung von Maximilian Friedrich Weyhe, 2010 nach Sanierung wiedereröffnet, seit 2011 historisches Stadtteilmuseum „Forum 8“ im ehemaligen Chauffeurhaus
- Rathaus (1901), Backsteinbau der Neorenaissance.
- Kath. Kirche St. Gertrud (1900–1901), Dreischiffige neogotische Backsteinbasilika von Wilhelm Sültenfuß
- ev. Schlosskirche (1905), neoromanische weiß getünchte Backsteinbasilika von Moritz Korn
- Kulturbahnhof Eller, ländlicher Vorstadtbahnhof von 1872, seit 1985 Kulturzentrum mit Ausstellungen, Künstlerateliers und Stadtteilarchiv
- Ringlokschuppen (1930–1931) des Bahnbetriebswerkes Düsseldorf Abstellbahnhof, heute Oldtimer-Standort Classic Remise, ehemals Meilenwerk-Standort Düsseldorf (2006–2011). Zur Erbauungszeit befand sich der Ringlokschuppen auf dem Gebiet von Eller, heute nach Grenzveränderungen im Stadtteil Oberbilk.

Siedlung der Neuen Heimat, Von-Krüger-Straße (Ecke Schlossallee/Vennhauser Allee)
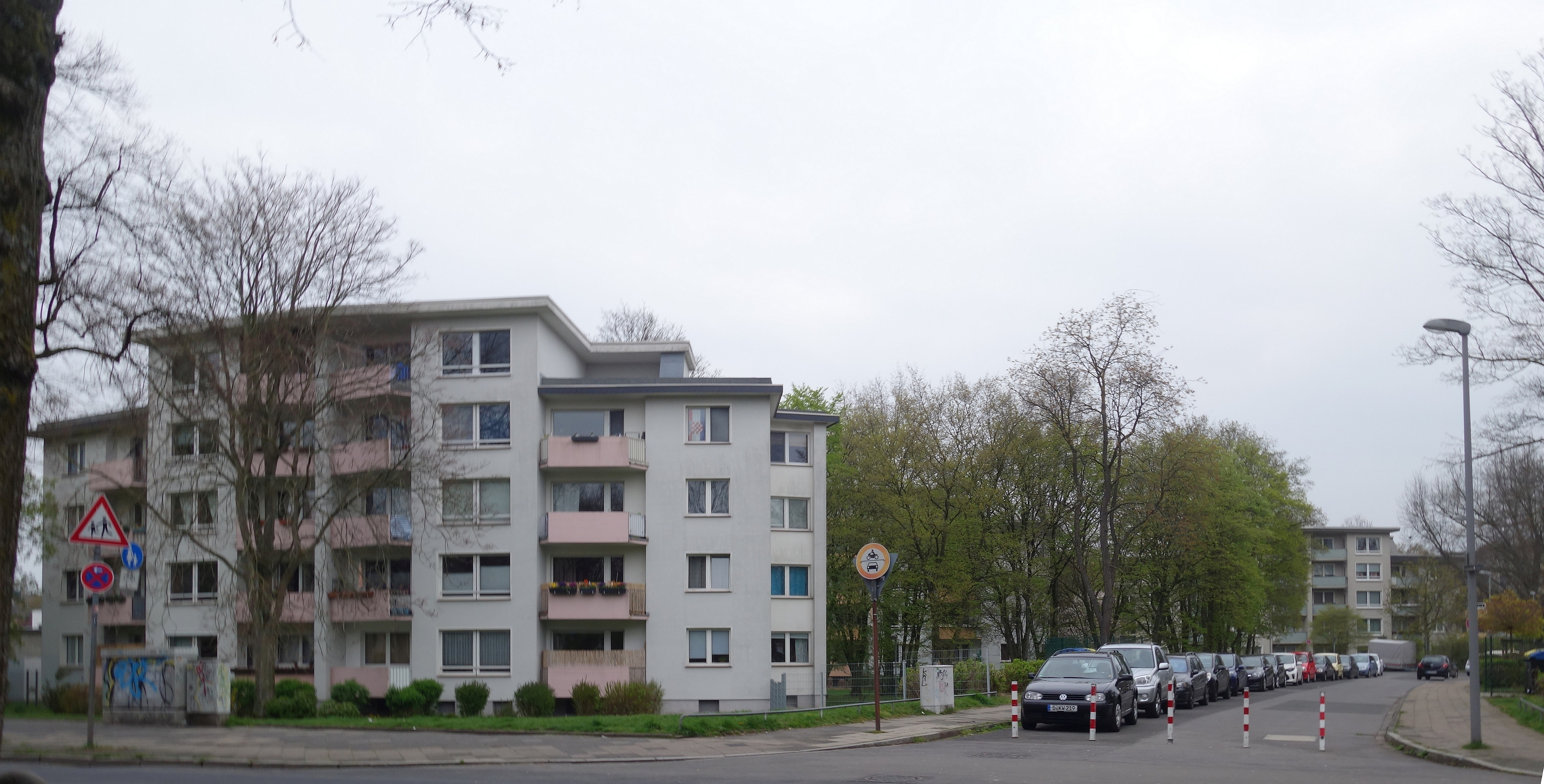
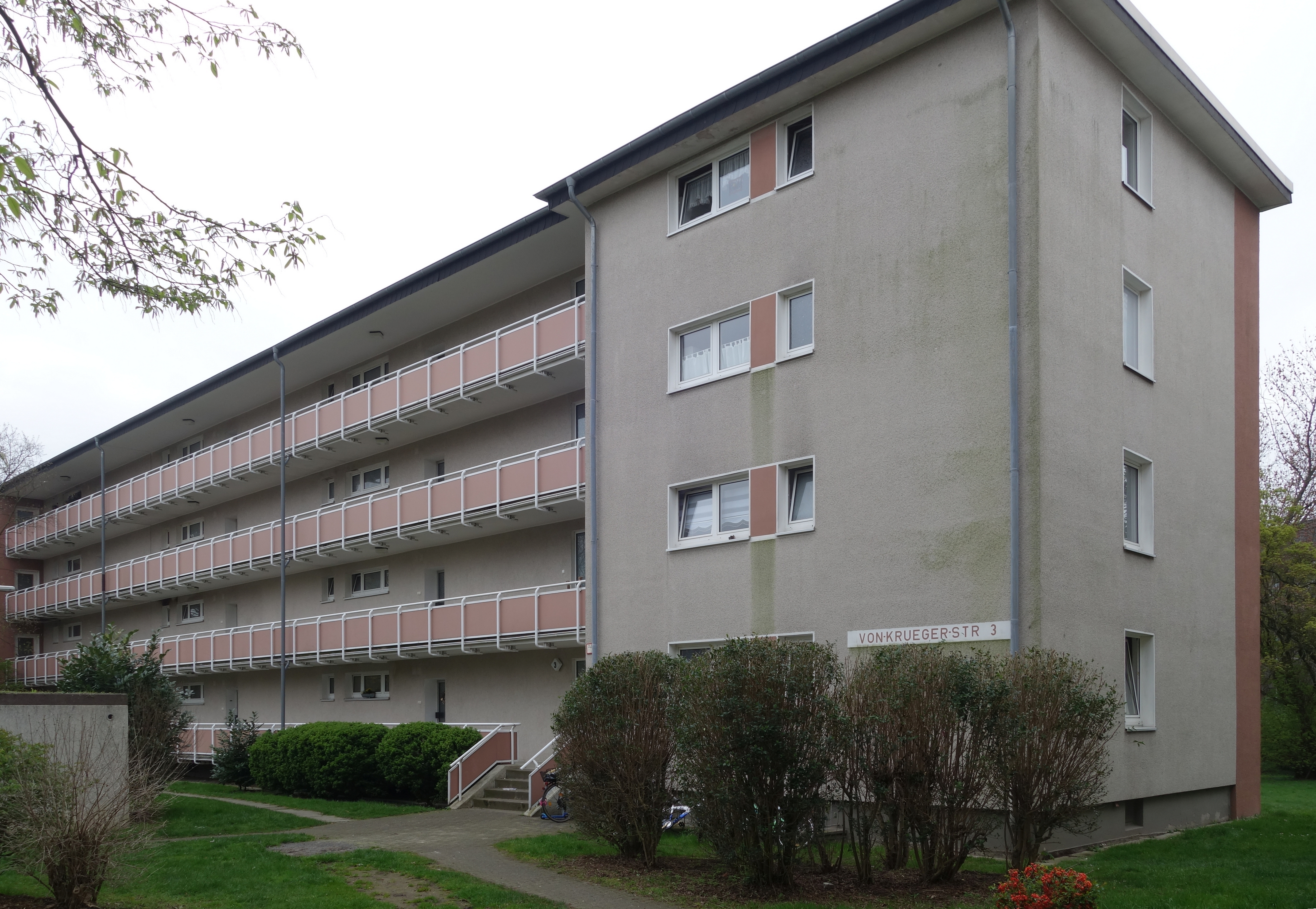
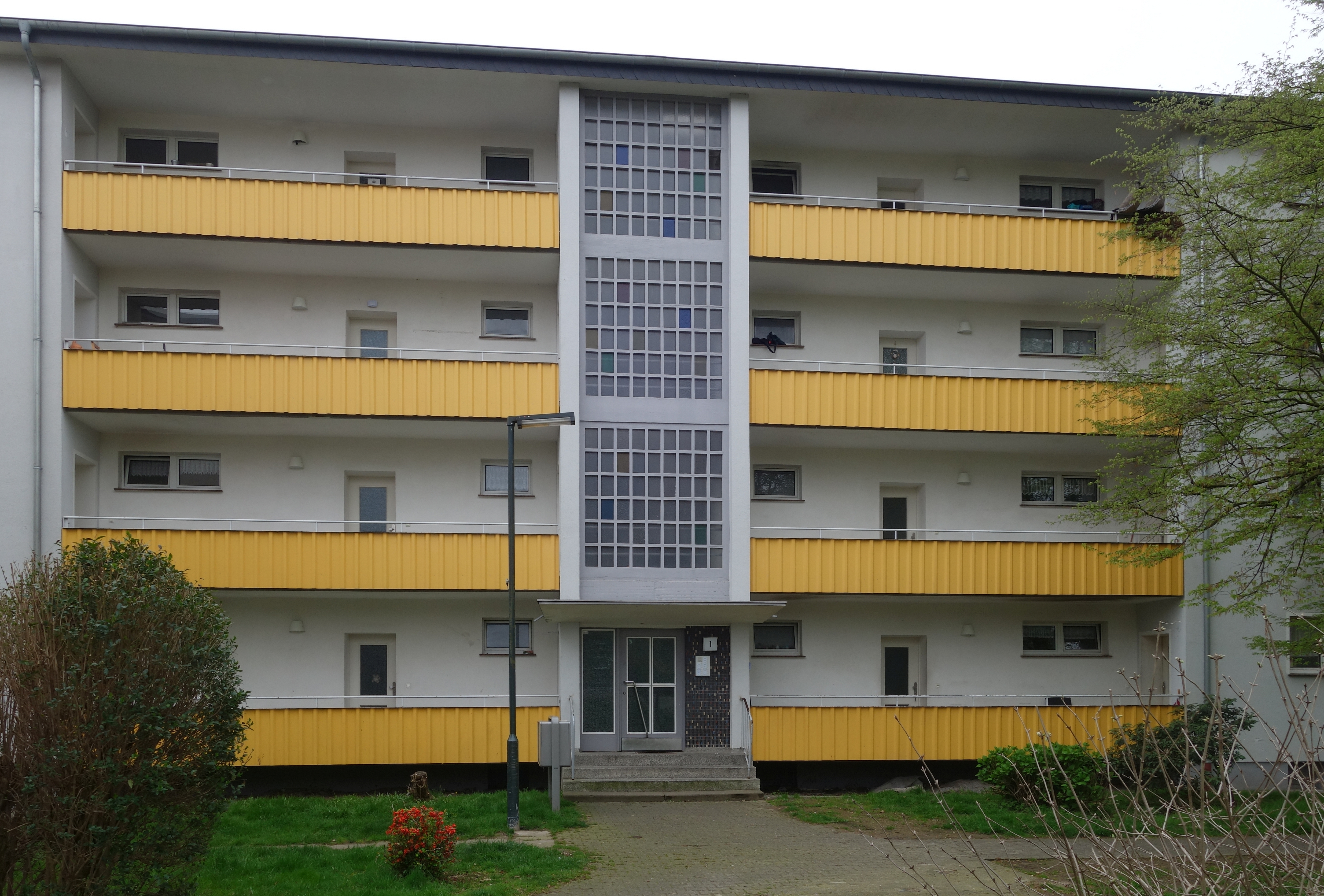
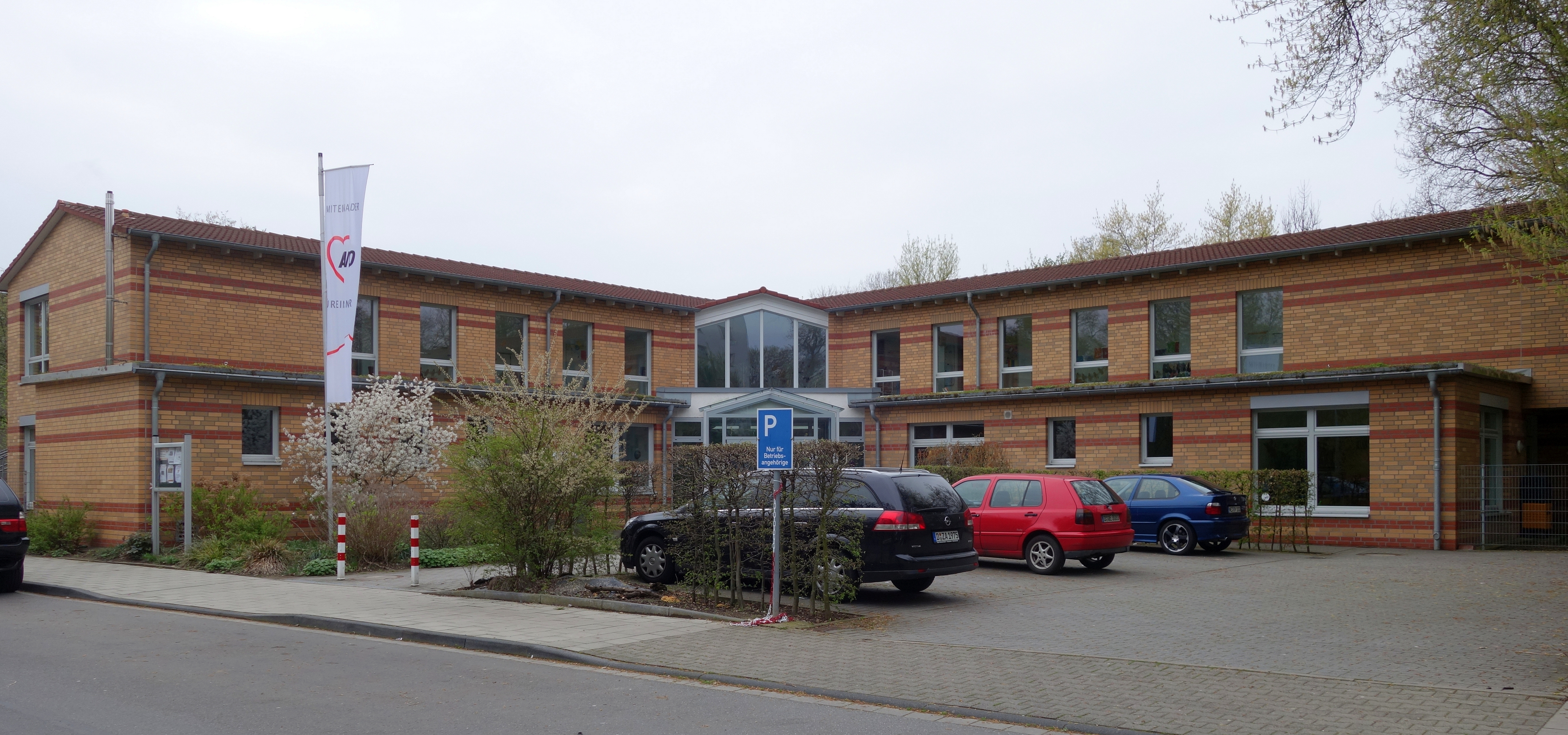

## Persönlichkeiten
Söhne und Töchter des Ortes:
- Heiner Koch (* 1954), römisch-katholischer Erzbischof von Berlin, zuvor Bischof von Dresden-Meißen, davor Weihbischof im Erzbistum Köln. Seine Bischofsprimiz zelebrierte er am 14. Mai 2006 in seiner Heimatgemeinde St. Gertrud zu Eller.
- Jörg Schmadtke (* 1964), Fußballtorhüter bei Fortuna Düsseldorf und Fußballtrainer

Persönlichkeiten mit Beziehung zum Ort (chronologisch):
- Prinzessin Luise von Preußen (1799–1882) geb. Prinzessin von Anhalt-Bernburg, lebte von 1843 bis 1848 und von 1855 bis zu ihrem Tod auf Schloss Eller.
- Friedrich Vohwinkel (1840–1900), Holzgroßhändler und Kommerzienrat, Mitbegründer der Rheinbahn und der RWE, erwarb 1883 Schloss Eller, wo er auch verstarb.
- Berta Schmidt-Eller (1899–1987), christliche Schriftstellerin, eigentlich Berta Schmidt. Sie lebte seit 1915 in Eller und fügte 1924 ihrem Schriftstellernamen die Ortsbezeichnung bei.
- Kurt Borkenhagen (1919–2012), Fußballspieler bei Fortuna Düsseldorf und Fußballnationalspieler, lebte mehr als fünfzig Jahre auf der Vennhauser Allee in Eller
- Fritz Briel (1934–2017), Kanute, lebte in Eller und führte jahrzehntelang das Bäderhaus Briel auf dem Werstener Feld in Eller-Süd
- Heino (* 1938, bürgerlich Heinz Georg Kramm), Schlagersänger, wohnte in den 1960er Jahren im Meisenheimer Weg und wurde 1965 mit seiner zweiten Frau Lilo Dahmen in Eller getraut; Heinos Mutter lebte auf der Sturmstraße in Eller-Süd.
- Inka Grings (* 1978), Fußballnationalspielerin, wuchs im Gurkenland auf und spielte von 1984 bis 1990 beim TSV Eller 04.